# フランツ・コッホマン・ファブリーク・フォトグラフィッシャー・アパレート
フランツ・コッホマン・ファブリーク・フォトグラフィッシャー・アパレート（Frantz　Kochman Fabrik Photographischer Apparate ）は1921年にオランダ人フランツ・コッホマンにより設立されたドイツのカメラメーカーである。
レフレックス・コレレ（Reflex Korelle ）の発売により一眼レフカメラ草創期一定の地位を得たがドレスデン空襲で壊滅的被害を受けた。1947年にコレレ・ヴェルク（Korelle Werk ）に社名変更、1948年にヴェフォ人民公社（VEB Wefo ）として国有化され、1952年にウェルタ・カメラヴェルクに合併した。

## 120フィルム使用カメラ

### レフレックス・コレレシリーズ
120フィルムを使用する6×6cm一眼レフカメラ。フォーカルプレーン式シャッターのムラや長焦点レンズ使用時のミラーによるケラレが大きいなどの問題が指摘されながらも、φ40.5mmネジ込み式マウントを介して自由にレンズ交換できパララックスがないことで一定の評価を受けた。イギリス製のアギフレックス（Agiflex ）と日本製のレフレックス・ビューティー（Reflex Beauty ）は本シリーズのコピー品である。またハッセルブラッドの先駆者ともなった。ミラーはシャッターボタンを押すことで挙げられており、シャッターボタンから手を離すと復帰する。
- レフレックス・コレレ（Reflex Korelle 、1935年発売）/レフレックス・コレレI型（Reflex Korelle I 、1936年改名） - 前期型のシャッター速度は1/10〜1/1000秒、後期型では1/25〜1/500秒となった。フィルム巻き上げと別にシャッターチャージが必要。レフレックス・コレレII型発売に伴いレフレックス・コレレI型と改名された。
- レフレックス・コレレII型（Reflex Korelle II 、1936年発売） - フィルム巻き上げのレバー回転によりワイヤーケーブルを引きシャッターチャージが同時にされる機構となったがこのケーブルが切れやすいという欠点もあった。
- レフレックス・コレレIII型（Reflex Korelle III 、1936年発売） - レンズマウントが大径バヨネットマウントに変更されている。シャッター速度は2秒〜1/1000秒となった。
- マイスター・コレレ（Meister Korelle ） - アメリカ合衆国ではマスター・レフレックス（Master Reflex ）の名称で販売された。